# Raphismia inermis
Raphismia inermis is een libellensoort uit de familie van de korenbouten (Libellulidae), onderorde echte libellen (Anisoptera).
De wetenschappelijke naam Raphismia inermis is voor het eerst geldig gepubliceerd in 1910 door Ris.